# Max Bröske
Max Bröske (Königsberg, Prússia, 25 de juliol de 1882 – ?) va ser un remer alemany que va competir a començaments del segle xx.
El 1912 va prendre part en els Jocs Olímpics d'Estocolm, on guanyà la medalla de bronze en la competició del vuit amb timoner del programa de rem. El mateix 1912 guanyà el campionat nacional de vuit amb timoner.